# Палеоевропейские языки
Палеоевропе́йские языки́ (реликтовые неиндоевропейские языки Европы) — условное название совокупности вымерших древних и одного современного языка-потомка языков Европы, не относящихся к современным языковым семьям этого региона (а именно индоевропейской, семитской, уральской и алтайской). Южная часть этих языков также называется средиземноморскими языками.
Включают в основном древние мёртвые языки, за исключением единственного живого языка — баскского, на котором говорит до 1 млн человек на территории Испании и Франции. Остальные палеоевропейские языки известны по надписям, субстратным словам, глоссам, по ономастике и топонимике.

## Термин
Термин «палеоевропейские языки» является относительно новым и вошёл в широкий оборот в XXI в. Он создан как аналог ранее существовавшего термина «палеоазиатские языки» как собрание неклассифицированных языков, объединяемых по территориальному признаку.
В XIX—XX вв. исследователи предпочитали использовать термин «доиндоевропейский субстрат», который нередко подвергался критике сторонниками гипотез об автохтонности или раннем распространении индоевропейских языков в Европе. С другой стороны, термин «палеоевропейские языки» не всегда приемлем для тех, кто не отрицает неиндоевропейский характер данных языков, однако предполагает относительно поздние миграции их носителей, возможно, происходившие параллельно миграциям носителей индоевропейских языков. Сторонники гипотезы о «средиземноморских языках» локализуют палеоевропейские языки лишь в регионе Средиземного моря и отрицают их распространение в более северных регионах Европы.

## Языки по территории распространения

### Пиренейский полуостров
- тартессийский язык (на юге полуострова)
  - турдетанский язык (см. также турдетанское письмо)
- иберский язык
- аквитанский язык (также был распространён на территории современной Франции)
- баскский язык

### Италия
- этрусский язык
- ретский язык
- северопиценский язык
- лигурский субстрат (язык древней Лигурии)
- палеосардский язык
- сиканский язык

### Эгейский регион и восточное Средиземноморье
- минойский язык
  - язык линейного письма A
  - этеокритский язык (возможно продолжение предыдущего)
  - язык критской иероглифики
  - язык Фестского диска
- кипро-минойский язык I и II
- этеокипрский язык
- лемносский язык (язык Лемносской стелы, эгейско-тирренский язык)

Возможно, являются анатолийскими:
- троянский язык
- «пеласгский» язык — согласно разным гипотезам, мог быть идентичен минойскому, лемносскому, или филистимскому

### Северная Европа
- догерманский субстрат
- один из двух пиктских языков — Шотландия
- ивернский язык (догойдельский субстрат) — Ирландия
- дофинноугорский субстрат — несколько разных субстратов, которые выделяются уралистами в отдельных подгруппах уральских языков.

### Северное Причерноморье
Возможно являются индоиранскими языками.
- таврский язык — язык тавров южного Крыма
- синдо-меотский язык — язык синдов и меотов западной Кубани

## Генетические объединения и внешнее языковое родство

### Тирренская семья
Среди средиземноморских языков некоторые исследователи выделяют гипотетическую тирренскую семью родственных языков, в которую включают:
- этрусский язык
- ретский язык
- язык пеласгов (единственный памятник — Лемносская стела)
- кипро-минойский язык
- камунский язык (возможно, родственен лигурскому)

### Баскский и аквитанский языки
По некоторым признакам в пару близкородственных языков также можно объединить баскский и аквитанский языки, территории которых, к тому же, являются географическими соседями.
Вот лишь некоторые сопоставления аквитанских имён с баскскими корнями:
| Аквитанский             | Баскский       | Значение                 |
| ----------------------- | -------------- | ------------------------ |
| Andere, Andre-          | andre          | женщина                  |
| Belex, -belex, -bel(e)s | beltz, bele    | чёрный, ворона           |
| Cis(s)on                | gizon          | мужчина                  |
| Nescato                 | neska, neskato | девушка, молодая женщина |
| Sembe-                  | seme (<*senbe) | сын                      |
| Seni                    | sein (<*seni)  | мальчик, брат            |
| Sahar                   | zahar          | старый                   |
| corri                   | gorri          | красный                  |
| -co                     | -ko            | суффикс локатива         |
| -tar                    | -tar           | суффикс локатива         |

### Языки, родственные иберийскому
Гипотеза баско-иберского родства не является общепризнанной.
В рамках гипотезы о лигурском субстрате (А. д’Арбуа де Жубэнвиль, Ю. Покорный, П. Кречмер и др.) лигуры и иберы рассматриваются как родственные народы, восходящие к культуре кардиальной керамики. Народы, происходящие от данной культуры, проживали на южном средиземноморском побережье Европы и даже проникли вглубь Франции в период задолго до проникновения в Европу кельтов.

### Гипотезы родства
Существует и расширенное понимание средиземноморских языков, включающее кавказские языки и языки Передней Азии, не относящиеся к каким-либо языковым семьям. Однако предположения о генетических связях в узком или широком смысле (в частности, о баскско-кавказских связях) не подтвердились, так что предположительно родственные связи между баскским и грузинским языком так и не были установлены. В то же время баскский язык обнаруживает схождения с северокавказскими языками в рамках сино-кавказской макросемьи языков.
Одна из теорий средиземноморского субстрата (швейцарский учёный Й. Хубшмид) опирается на исследования топонимических суффиксов и на доиндоевропейскую лексику в романских языках, особенно в испанском (где имеется и фонетический средиземноморский субстрат) и итальянском языках.